# Cổ Cự Cơ
Cổ Cự Cơ (sinh ngày 18 tháng 8 năm 1972) là một nam ca sĩ, diễn viên Hồng Kông.

## Tiểu sử
Cổ Cự Cơ sinh ra tại Hồng Kông trong một gia đình ngành giáo, có ba mẹ và một em trai. Sau khi học xong cấp 1, anh và gia đình di cư sang Canada sinh sống. Đến năm 1991, anh trở về Hồng Kông..

## Sự nghiệp
Cổ Cự Cơ bắt đầu gia nhập làng giải trí vào năm 1990 và tham gia vào khóa đào tạo diễn viên TVB. Ban đầu, anh từng làm MC gameshow ở kênh TVB và chương trình âm nhạc Jade Solid Gold năm 1992 trước khi phát hành album đầu tiên của mình (Sự giải thích của tình yêu - 愛的解釋) vào năm 1994 và trở thành một ca sĩ nhạc pop Quảng Đông. Cổ Cự Cơ nổi tiếng với các bài hát: "Tình yêu về nhà" (愛回家), "Yêu quá muộn màng" (愛得太遲), "Tưới hoa" (花灑), "Thiên tài và kẻ ngốc" (天才與白痴), "Monica", "Tình yêu và chân thành" (愛與誠), "Vết thương đuổi theo người" (傷追人), "Nobita" (大雄), "Kỹ năng tất sát" (必殺技), "Mặc cho thiên đường rơi lệ" (任天堂流淚), "Kỳ nghỉ ở La Mã" (羅馬假期), "Vui đêm nay" (歡樂今宵), "Bạn cùng tình" (友共情), "Người yêu nhiều thứ hai" (第二最愛) và "Trời xanh và mây trắng" (藍天與白雲) cover lại bài hát 悲しい気持ち (Chỉ là người đàn ông đang yêu) của Keisuke Kuwata.
Cổ Cự Cơ đã có một buổi diễn Magic Moments ở Toronto, Canada tại trung tâm Rogers trước khoảng 10000 khán giả vào ngày 30 tháng 5 năm 2008.
Trong sự nghiệp âm nhạc của anh, anh từng phát hành hơn 35 album và đạt được gần 300 giải thưởng cá nhân kể từ khi bắt đầu sự nghiệp ca hát vào năm 1994, bao gồm:
- TVB "Jade Solid Gold Awards" – "Nam ca sĩ được yêu thích nhất" và "Giải thưởng vàng"
- Channel V – "Nam ca sĩ nổi tiếng nhất"
- MTV – "Nghệ sĩ được yêu thích nhất tại Hồng Kông"
- CCTV-MTV Music Awards – "Nam ca sĩ Hồng Kông được yêu thích nhất"
- "Hit King" Chinese music world's total annual – "Hit King" và "Nam ca sĩ nổi tiếng nhất"
- China Original Music Charts – "Nam ca sĩ nổi tiếng nhất Hồng Kông"
- Chinese Music Media Awards – "Nam ca sĩ thu hút truyền thông nhất"
- China Wind Shang Dadian – "Ca sĩ châu Á ăn mặc đẹp nhất"
- Hong Kong "issued four United Music Awards" – "giải ca sĩ truyền thông", "Bài hát của năm" và "Album vàng"
- CRHK903 The songs Awards – "Ca sĩ của năm" và "Nam ca sĩ được yêu thích nhất"
- SINA Music music Popular Awards – "Nam ca sĩ được yêu thích nhất"
- Yahoo Hong Kong Yahoo! Search Popularity Award – "Nghệ sĩ nam được yêu thích nhất"
- IFPI Hong Kong Record Sales Award – "Nam ca sĩ có lượng đĩa tiêu thụ lớn nhất"
- Top Ten Chinese Gold Songs Awards – Giải bài hát vàng
- Music Pioneer Awards list – "Nam ca sĩ nổi tiếng nhất", "United 21 radio pioneer"

Bên cạnh sự nghiệp ca hát đình đám, từ năm 200-2003, Cổ Cự cơ đã đóng 2 vai chính trong hai phim truyền hình nổi tiếng ở Đại Lục là: Tân dòng sông ly biệt & Hoàn châu cách cách III. Trong phim, Tân dòng sông ly biệt, anh đóng vai nam chính Hà Thư Hoàn, bộ phim giúp anh nổi tiếng khắp Trung Quốc, Hồng Kông, Đài Loan, Singapore, Malaysia và các nước trong khu vực châu Á Thái Bình Dương. Cổ trở thành một trong những diễn viên nổi tiếng nhất của CCTV. Bộ phim Tân dòng sông ly biệt không chỉ là tác phẩm truyền hình nổi tiếng nhất tại Trung Quốc năm 2001, mà cũng là tác phẩm có tỷ suất xem đài cao nhất tại Trung Quốc từ năm 2001-2004. Bộ phim cũng là một trong 5 tác phẩm có tỷ suất bạn xem đài cao nhất của TVB khi nó được công chiếu tại Hồng Kông.
Bài hát tiếng phổ thông nổi tiếng nhất của anh là:Rất nhớ ("Really Want"), bài hát chủ đề của phim Tân dòng sông ly biệt. Bài hát đã được phát rộng rãi trên toàn Trung Quốc. Ngoài ra, bài hát tiếng Quảng Đông nổi tiếng nhất của anh là "Tình yêu và chân thành" đã có mặt trong top những bài hát hay nhất nhiều năm liền trên các bảng xếp hạng tại Hồng Kông. Cổ cũng được bình chọn là người dẫn chương trình hàng đầu và trong năm 2015, anh cũng tham dự chương trình thực tế I Am a Singer mùa thứ ba, phiên bản của Trung Quốc.
Ngoài công việc diễn viên và ca sĩ, Cổ Cự Cơ còn được biết đến với vai trò người dẫn chương trình, tác giả truyện tranh, thiết kế nhãn hiệu thời trang Hot dog.....

## Công nhận danh dự
Thành tựu của Cổ Cự Cơ trong nền công nghiệp giải trí được sự công nhận của công chúng. Trong năm 2005, anh được chọn là một trong mười thanh niên kiệt xuất. Trong những năm qua, Cổ Cự Cơ luôn nỗ lực ủng hộ hoạt động cộng đồng và thành lập quỹ từ thiện chăm sóc y tế cho trẻ em mang tên "Leo Ku Children's Medical Charity Fund". Cổ Cự Cơ từng cho biết anh yêu trẻ em, bây giờ anh giúp đỡ nuôi dưỡng 15 trẻ em. Năm 2010, anh chiến thắng giải Ngôi sao hoạt động từ thiện của Giải thưởng cộng đồng Hồng Kông. Năm 2005, cả Cổ Cự Cơ và nhân vật truyện tranh "Kubi" do anh sáng tác được tạt tượng sáp tại Viện Bảo tàng Madame Tussauds ở Hồng Kông, đây là lần đầu tiên trong lịch sử của Viện bảo tàng Madame Tussauds một nhân vật truyện tranh được sở hữu tượng sáp. Cổ cũng là người cầm ngọn đuốc thứ 8 trong lễ rước đuốc của Thế Vận Hội Olymics mùa hè năm 2008 tại Hồng Kông.
Tháng 9 năm 2015, tại lễ trao giải "Người Hoa kiệt xuất thế giới" lần thứ 14 tổ chức tại Hồng Kông, Cổ Cự Cơ vinh dự được trao tặng danh hiệu "Người Hoa kiệt xuất thế giới", nhằm biểu dương những thành tích của anh trong lĩnh vực hoạt động nghệ thuật cũng như những đóng góp của anh trong các hoạt động từ thiện. Trước đó, Cổ Cự Cơ còn được một trường đại học ở Pháp trao bằng "Tiến sĩ danh dự về quản trị kinh doanh"..

## Đời sống cá nhân
Vào dịp sinh nhật lần thức 39, ngày 18/08/2011, Cổ Cự Cơ cuối cùng đã tiết lộ bí mật là người trợ lý Trần Anh Tuyết là bạn gái của anh suốt 17 năm qua. Đó là lần đầu tiên, cặp đôi chụp ảnh cùng nhau khi Cổ Cự Cơ cắt bánh sinh nhật. Cổ và Trần đã bắt đầu hẹn hò từ năm 1994, nhưng không công bố mối quan hệ. Họ sẽ tổ chức lễ đám cưới vào ngày 11/11/2015 tại Hồng Kông, trước đó cả hai đã đăng ký kết hôn vào ngày 12/7/2014 tại Las Vegas, Mỹ.

## Âm nhạc

### Các album đã phát hành
| Năm  | Thông tin album |
| ---- | --- |
| 1994 | Sự giải thích của tình yêu (愛的解釋) - Ngày phát hành: Tháng 7/1994 - Ngôn ngữ: Quảng Đông - Hãng đĩa:                                         |
| 1995 | Cười. Nói. Nghĩ. (笑說想) - Ngày phát hành: Tháng 1/1995 - Ngôn ngữ: Quảng Đông - Hãng đĩa:                                                     |
| 1995 | Thực ra tôi... tôi... tôi... (其實我...我...我...) - Ngày phát hành: Tháng 11/1995 - Ngôn ngữ: Quảng Đông - Hãng đĩa:                           |
| 1997 | Đồng hồ quên thời gian (忘了時間的鐘) - Ngày phát hành: Tháng 1/1997 - Ngôn ngữ: Phổ thông - Hãng đĩa: BMG                                      |
| 1997 | Vui đêm nay (歡樂今宵) - Ngày phát hành: Tháng 7/1997 - Ngôn ngữ: Quảng Đông - Hãng đĩa: BMG                                                    |
| 1998 | Yêu và mộng phi hành (愛與夢飛行) - Ngày phát hành: Tháng 5/1998 - Ngôn ngữ: Quảng Đông - Hãng đĩa:                                             |
| 1998 | Sạp hàng bên đường (路邊攤) - Ngày phát hành: Tháng 9/1998 - Ngôn ngữ: Quảng Đông - Hãng đĩa:                                                   |
| 1998 | Be My Valentine - Ngày phát hành: Tháng 12/1998 - Ngôn ngữ: Quảng Đông - Hãng đĩa: EMI                                                          |
| 1999 | Cổ Cự Cơ (古巨基) - Ngày phát hành: Tháng 3/1999 - Ngôn ngữ: Phổ thông - Hãng đĩa:                                                              |
| 1999 | Thời tiết có thể đổi (天氣會變) - Ngày phát hành: Tháng 10/1999 - Ngôn ngữ: Quảng Đông - Hãng đĩa: EMI                                          |
| 2000 | Tầm bảo (尋寶) - Ngày phát hành: Tháng 1/2000 - Ngôn ngữ: Phổ thông - Hãng đĩa:                                                                 |
| 2001 | New Pattern - Ngày phát hành: Tháng 1/2001 - Ngôn ngữ: Quảng Đông - Hãng đĩa: Warner                                                            |
| 2003 | Games (遊戲 - 基) - Ngày phát hành: Tháng 11/2003 - Ngôn ngữ: Quảng Đông - Hãng đĩa: EMI                                                        |
| 2004 | Nobita (大雄) - Ngày phát hành: 31/7/2004 - Ngôn ngữ: Quảng Đông - Hãng đĩa: EMI                                                                |
| 2005 | Star Track(星戰) - Ngày phát hành: Tháng 10/2005 - Ngôn ngữ: Quảng Đông - Hãng đĩa: EMI                                                         |
| 2005 | Final Fantasy(最終幻想) - Ngày phát hành: Tháng 11/2005 - Ngôn ngữ: Quảng Đông - Hãng đĩa: EMI                                                  |
| 2006 | Human (我生) - Ngày phát hành: Tháng 8/2006 - Ngôn ngữ: Quảng Đông - Hãng đĩa: EMI                                                              |
| 2007 | Moments - Ngày phát hành: Tháng 8/2007 - Ngôn ngữ: Quảng Đông - Hãng đĩa: Gold Label Records                                                    |
| 2008 | Tôi vẫn là tình ca vương của em (我還是你的情歌王) - Ngày phát hành: Tháng 6/2008 - Ngôn ngữ: Phổ thông - Hãng đĩa: Gold Label Records          |
| 2008 | Guitar Fever - Ngày phát hành: Tháng 9/2008 - Ngôn ngữ: Quảng Đông - Hãng đĩa: Gold Label Records                                               |
| 2009 | Strings Fever - Ngày phát hành: TBA 2009 - Ngôn ngữ: Quảng Đông - Hãng đĩa: Gold Label Records                                                  |
| 2009 | You Talkin' To Me? - Ngày phát hành: Tháng 11/2009 - Ngôn ngữ: Quảng Đông - Hãng đĩa: Emperor Entertainment Group                               |
| 2010 | Thời đại (時代) - Ngày phát hành: Tháng 7/2010 - Ngôn ngữ: Quảng Đông - Hãng đĩa: Emperor Entertainment Group                                   |
| 2011 | Đại thời đại (大時代) - Ngày phát hành: Tháng 4/2011 - Ngôn ngữ: Quảng Đông - Hãng đĩa: Emperor Entertainment Group                             |
| 2011 | Đại thời đại (大時代) - EP - Ngày phát hành: Tháng 10/2011 - Ngôn ngữ: Quảng Đông - Hãng đĩa: Emperor Entertainment Group                       |
| 2012 | Tạm biệt những người yêu của tôi (告別我的戀人們) - Ngày phát hành: Tháng 9/2012 - Ngôn ngữ: Quảng Đông - Hãng đĩa: Emperor Entertainment Group |

### Commercial Radio Hong Kong Ultimate Song Chart Awards
Cổ Cự Cơ đã giành 22 giải thưởng kể từ năm 1995 bao gồm giải vàng cho nghệ sĩ nam xuất sắc trong năm 2005. 
| Năm  | Giải thưởng                                    | Album/Bài hát/Cá nhân                       | Kết quả         | Tham khảo |
| ---- | ---------------------------------------------- | ------------------------------------------- | --------------- | --------- |
| 1995 | Nam nghệ sĩ mới xuất sắc nhất                  | Cổ Cự Cơ                                    | Giải vàng       |           |
| 1996 | Ultimate Top 10 Songs                          | Thực ra tôi... tôi... tôi... (其實我…我…我) | Thắng giải      |           |
| 1998 | Nam nghệ sĩ xuất sắc nhất                      | Cổ Cự Cơ                                    | Giải bạc        |           |
| 1999 | Top 10 bài hát hay nhất                        | Có em một ngày (有你一天)                   | Thắng giải (#6) |           |
| 2000 | Top 10 bài hát hay nhất                        | Kỳ nghỉ ở La Mã (羅馬假期)                  | Thắng giải (#3) |           |
| 2004 | Top 10 bài hát hay nhất                        | Kỹ năng tất sát (必殺技)                    | Thắng giải (#2) | [ 5 ]     |
| 2004 | Bài hát được yêu thích nhất                    | Kỹ năng tất sát (必殺技)                    | Thắng giải      | [ 5 ]     |
| 2005 | Top 10 bài hát hay nhất                        | Nobita (大雄)                               | Thắng giải (#6) | [ 6 ]     |
| 2005 | Nam nghệ sĩ xuất sắc nhất                      | Cổ Cự Cơ                                    | Giải vàng       | [ 6 ]     |
| 2005 | Nam nghệ sĩ được yêu thích nhất                | Cổ Cự Cơ                                    | Thắng giải      | [ 6 ]     |
| 2005 | Bài hát được yêu thích nhất                    | Tình yêu và chân thành (愛與誠)             | Thắng giải      | [ 6 ]     |
| 2006 | Top 10 bài hát hay nhất                        | Thiên tài và kẻ ngốc (天才與白痴)           | Thắng giải (#2) | [ 7 ]     |
| 2006 | Nam nghệ sĩ xuất sắc nhất                      | Cổ Cự Cơ                                    | Giải bạc        | [ 7 ]     |
| 2007 | Bài hát xuất sắc nhất (至尊歌曲大獎)           | Yêu quá muộn màng (愛得太遲)                | Thắng giải      | [ 8 ]     |
| 2007 | Bài hát được yêu thích nhất                    | Yêu quá muộn màng (愛得太遲)                | Thắng giải      | [ 8 ]     |
| 2007 | Ultimate Album                                 | Human (我生)                                | Thắng giải      | [ 8 ]     |
| 2007 | Nam nghệ sĩ xuất sắc nhất                      | Cổ Cự Cơ                                    | Giải bạc        | [ 8 ]     |
| 2007 | Ultimate 4 Channels Album Award (四台聯頒大碟) | Human (我生)                                | Thắng giải      | [ 8 ]     |
| 2008 | Ultimate Top 10 Songs                          | Tình yêu về nhà (愛回家)                    | Thắng giải (#4) | [ 9 ]     |
| 2008 | Nam nghệ sĩ xuất sắc nhất                      | Cổ Cự Cơ                                    | Giải bạc        | [ 9 ]     |
| 2009 | Top 10 bài hát hay nhất                        | See You Next Time (下次再見)                | Thắng giải (#3) | [ 10 ]    |
| 2009 | Nam nghệ sĩ xuất sắc nhất                      | Cổ Cự Cơ                                    | Giải bạc        | [ 10 ]    |
| 2010 | Top 10 bài hát hay nhất                        | Era (時代)                                  | Thắng giải (#8) | [ 11 ]    |
| 2010 | Nam nghệ sĩ xuất sắc nhất                      | Cổ Cự Cơ                                    | Giải đồng       | [ 11 ]    |

#### IFPI Hong Kong Sales Awards
| Năm  | Giải                                            | Album/Bài hát/Cá nhân                            | Kết quả    | Tham khảo |
| ---- | ----------------------------------------------- | ------------------------------------------------ | ---------- | --------- |
| 2005 | Top 10 Album bán chạy nhất                      | 勁歌‧金曲 新曲+精選                              | Thắng giải | [ 12 ]    |
| 2005 | Top 10 Album bán chạy nhất                      | Star Track 星戰                                  | Thắng giải | [ 12 ]    |
| 2005 | Top 10 Album bán chạy nhất                      | "Leo Ku in Concert 2005" 古巨基05勁歌‧金曲演唱會 | Thắng giải | [ 12 ]    |
| 2005 | Top 10 nghệ sĩ có lượng đĩa tiêu thụ nhiều nhất | Cổ Cự Cơ                                         | Thắng giải | [ 12 ]    |
| 2005 | Nghệ sĩ nam có lượng đĩa bán chạy nhất          | Cổ Cự Cơ                                         | Thắng giải | [ 12 ]    |
| 2006 | Top 10 Album bán chạy nhất                      | Human                                            | Thắng giải | [ 13 ]    |
| 2006 | Top 10 Nghệ sĩ có lượng đĩa bán chạy nhất       | Cổ Cự Cơ                                         | Thắng giải | [ 13 ]    |
| 2007 | Top 10 Nghệ sĩ có lượng đĩa bán chạy nhất       | Cổ Cự Cơ                                         | Thắng giải | [ 14 ]    |
| 2008 | Top 10 Album bán chạy nhất                      | Guitar Fever                                     | Thắng giải | [ 15 ]    |
| 2008 | Top 10 Nghệ sĩ có lượng đĩa bán chạy nhất       | Cổ Cự Cơ                                         | Thắng giải | [ 15 ]    |

#### Jade Solid Gold Top 10 Awards
| Năm  | Giải thưởng                               | Bài hát/album/cá nhân               | Kết quả    | Tham khảo |
| ---- | ----------------------------------------- | ----------------------------------- | ---------- | --------- |
| 1995 | Nghệ sĩ mới nổi tiếng nhất                | Cổ Cự Cơ                            | Giải vàng  | [ 16 ]    |
| 1997 | Top 10 bài hát hay nhất                   | Vui đêm nay (歡樂今宵)              | Thắng giải | [ 17 ]    |
| 1998 | Top 10 bài hát hay nhất                   | Có em một ngày (有你一天)           | Thắng giải | [ 18 ]    |
| 1999 | Top 10 bài hát hay nhất                   | Kỳ nghỉ ở La Mã (羅馬假期)          | Thắng giải | [ 19 ]    |
| 1999 | Bài hát tiếng phổ thông hay nhất          | Nguyện cầu (許願)                   | Giải đồng  | [ 19 ]    |
| 2003 | Bài hát nổi tiếng nhất trên mạng Internet | Kỹ năng tất sát (必殺技)            | Thắng giải | [ 20 ]    |
| 2004 | Top 10 bài hát hay nhất                   | Tình yêu và chân thành (愛與誠)     | Thắng giải | [ 21 ]    |
| 2005 | Top 10 bài hát hay nhất                   | Thiên tài và kẻ ngốc (天才與白痴)   | Thắng giải | [ 22 ]    |
| 2005 | The Four Channels Song                    | Thiên tài và kẻ ngốc (天才與白痴)   | Thắng giải | [ 22 ]    |
| 2006 | Top 10 bài hát hay nhất                   | Yêu quá muộn màng (愛得太遲)        | Thắng giải | [ 23 ]    |
| 2006 | Bài hát hay nhất                          | Yêu quá muộn màng (愛得太遲)        | Thắng giải | [ 23 ]    |
| 2006 | Bài hát quảng cáo hay nhất                | Yêu quá muộn màng (愛得太遲)        | Giải bạc   | [ 23 ]    |
| 2007 | Bài hát nổi tiếng nhất trên mạng Internet | Tình yêu về nhà (愛回家)            | Thắng giải | [ 24 ]    |
| 2008 | Top 10 bài hát hay nhất                   | 眼睛不能沒眼淚                      | Thắng giải | [ 25 ]    |
| 2008 | Nghệ sĩ nam nổi tiếng nhất                | Cổ Cự Cơ                            | Thắng giải | [ 25 ]    |
| 2009 | Top 10 bài hát hay nhất                   | Trái Đất rất nguy hiểm (地球很危險) | Thắng giải | [ 26 ]    |
| 2009 | Nghệ sĩ nam nổi tiếng nhất                | Cổ Cự Cơ                            | Thắng giải | [ 26 ]    |
| 2010 | Top 10 bài hát hay nhất                   | 義海豪情                            | Thắng giải | [ 27 ]    |
| 2010 | Nghệ sĩ nam nổi tiếng nhất                | Cổ Cự Cơ                            | Thắng giải | [ 27 ]    |

## Metro Radio Mandarin Music Awards
| Năm  | Giải thưởng                                   | Bài hát/Album/Cá nhân  | Result     | Ref    |
| ---- | --------------------------------------------- | ---------------------- | ---------- | ------ |
| 2006 | Nam nghệ sĩ hát tiếng phổ thông xuất sắc nhất | Cổ Cự Cơ               | Thắng giải | [ 28 ] |
| 2006 | Trình diễn xuất sắc nhất                      | Cổ Cự Cơ               | Thắng giải | [ 28 ] |
| 2006 | Hit Mandarin Song                             | Người đẹp ngủ (睡美人) | Thắng giải | [ 28 ] |

#### Metro Showbiz Hit Awards
| Năm  | Giải thưởng                     | Bài hát/album/cá nhân                                        | Kết quả         | Tham khảo |
| ---- | ------------------------------- | ------------------------------------------------------------ | --------------- | --------- |
| 1994 | Hit - nghệ sĩ mới xuất sắc nhất | Cổ Cự Cơ                                                     | Giải vàng       |           |
| 1997 | Most Leap Male Artist           | Cổ Cự Cơ                                                     | Thắng giải      |           |
| 1999 | Top One Hit Karaoke Song        | Kỳ nghỉ ở La Mã (羅馬假期)                                   | Thắng giải      |           |
| 2003 | Hit Song                        | Kỹ năng tất sát (必殺技)                                     | Thắng giải (#9) | [ 29 ]    |
| 2004 | Hit Male Artist                 | Cổ Cự Cơ                                                     | Thắng giải      | [ 30 ]    |
| 2004 | Hit Golden Song                 | Tình yêu và chân thành (愛與誠)                              | Thắng giải      | [ 30 ]    |
| 2004 | Hit Karaoke Song                | Tình yêu và chân thành (愛與誠)                              | Thắng giải      | [ 30 ]    |
| 2004 | Hit Album                       | Nobita (大雄)                                                | Thắng giải      | [ 30 ]    |
| 2004 | My Favorite Song                | Tình yêu và chân thành (愛與誠)                              | Won             | [ 30 ]    |
| 2005 | Hit Male Artist                 | Cổ Cự Cơ                                                     | Thắng giải      | [ 31 ]    |
| 2005 | Hit Song                        | Jade Solid Gold (勁歌金曲) Thiên tài và kẻ ngốc (天才與白痴) | Thắng giải      | [ 31 ]    |
| 2005 | Most Hit Song                   | Thiên tài và kẻ ngốc (天才與白痴)                            | Thắng giải      | [ 31 ]    |
| 2005 | Hit Album                       | Star Track (星戰)                                            | Thắng giải      | [ 31 ]    |
| 2006 | Hit Male Artist                 | Cổ Cự Cơ                                                     | Thắng giải      | [ 32 ]    |
| 2006 | Hit Song                        | Shower (花灑) Yêu quá muộn màng (愛得太遲)                   | Thắng giải      | [ 32 ]    |
| 2006 | Most Hit Song                   | Yêu quá muộn màng (愛得太遲)                                 | Thắng giải      | [ 32 ]    |
| 2006 | Hit Song of the Year            | Yêu quá muộn màng (愛得太遲)                                 | Thắng giải      | [ 32 ]    |
| 2006 | Hit Karoke Song                 | Yêu quá muộn màng (愛得太遲) – song ca với Châu Huệ Mẫn      | Thắng giải      | [ 32 ]    |
| 2006 | 4 Channels Award                | Yêu quá muộn màng (愛得太遲) – song ca với Châu Huệ Mẫn      | Thắng giải      | [ 32 ]    |
| 2007 | Hit Male Artist                 | Cổ Cự Cơ                                                     | Thắng giải      | [ 33 ]    |
| 2007 | Hit Song                        | Tình yêu về nhà (愛回家)                                     | Thắng giải      | [ 33 ]    |
| 2007 | Most Hit Song                   | Tình yêu về nhà (愛回家)                                     | Thắng giải      | [ 33 ]    |
| 2007 | My Favorite Male Artist         | Cổ Cự Cơ                                                     | Thắng giải      | [ 33 ]    |
| 2009 | Hit Song                        | Trái Đất rất nguy hiểm (地球很危險)                          | Thắng giải      | [ 34 ]    |
| 2009 | Nghệ sĩ nam xuất sắc nhất       | Cổ Cự Cơ                                                     | Thắng giải      | [ 34 ]    |
| 2009 | Nghệ sĩ nổi tiếng nhất châu Á   | Cổ Cự Cơ                                                     | Thắng giải      | [ 34 ]    |
| 2009 | Global Hit Artist               | Cổ Cự Cơ                                                     | Thắng giải      | [ 34 ]    |
| 2010 | Most Air Song                   | "Thời đại" (時代)                                            | Thắng giải      | [ 35 ]    |
| 2010 | Hit Male Artist                 | Cổ Cự Cơ                                                     | Thắng giải      | [ 35 ]    |

#### MTV Asia Awards
| Năm  | Giải thưởng                           | Bài hát/Album/Cá nhân | Kết quả    | Tham khảo |
| ---- | ------------------------------------- | --------------------- | ---------- | --------- |
| 2008 | Nghệ sĩ được yêu thích nhất Hồng Kông | Cổ Cự Cơ              | Thắng giải | [ 36 ]    |

### RTHK Top 10 Gold Songs Awards
| Năm  | Giải thưởng                                            | Bài hát/Album/Cá nhân             | Kết quả         | Tham khảo |
| ---- | ------------------------------------------------------ | --------------------------------- | --------------- | --------- |
| 1995 | Nam nghệ sĩ mới tiềm năng nhất                         | Cổ Cự Cơ                          | Gold Award      | [ 37 ]    |
| 1995 | Nam nghệ sĩ mới được yêu thích nhất                    | Cổ Cự Cơ                          | Thắng giải      | [ 37 ]    |
| 1995 | Giải truyền thông yêu thích                            | Cổ Cự Cơ                          | Thắng giải      | [ 37 ]    |
| 1997 | Top 10 bài hát hay nhất                                | Enjoy Yourself Tonight(歡樂今宵)  | Thắng giải      | [ 38 ]    |
| 1997 | Top 10 nghệ sĩ xuất sắc nhất                           | Cổ Cự Cơ                          | Thắng giải      | [ 38 ]    |
| 1997 | Most Leap Male Artist Award                            | Cổ Cự Cơ                          | Giải bạc        | [ 38 ]    |
| 1999 | Bài hát gốc hay nhất                                   | Thời tiến có thể đổi (天气会变)   | Thắng giải      | [ 39 ]    |
| 1999 | Bài hát phổ thông hay nhất                             | Nguyện cầu (許願)                 | Giải bạc        | [ 39 ]    |
| 2004 | Nghệ sĩ tiến bộ nhất                                   | Cổ Cự Cơ                          | Thắng giải      | [ 40 ]    |
| 2004 | Global Chinese Golden Song                             | Tình yêu và chân thành (愛與誠)   | Thắng giải      | [ 40 ]    |
| 2004 | Top 10 nghệ sĩ xuất sắc nhất                           | Cổ Cự Cơ                          | Thắng giải      | [ 40 ]    |
| 2004 | Top 10 bài hát hay nhất                                | Tình yêu và chân thành (愛與誠)   | Thắng giải (#2) | [ 40 ]    |
| 2005 | Top 10 nghệ sĩ xuất sắc nhất                           | Cổ Cự Cơ                          | Thắng giải      |           |
| 2005 | Top 10 bài hát hay nhất                                | Thiên tài và kẻ ngốc (天才與白痴) | Thắng giải(#9)  |           |
| 2006 | Nghệ sĩ xuất sắc nhất                                  | Cổ Cự Cơ                          | Thắng giải      | [ 41 ]    |
| 2006 | Top 10 bài hát hay nhất                                | Yêu quá muộn màng (愛得太遲)      | Thắng giải (#2) | [ 41 ]    |
| 2006 | Global Chinese Golden Song                             | Yêu quá muộn màng (愛得太遲)      | Thắng giải      | [ 41 ]    |
| 2006 | Four Radio Channels Award –Giải truyền thông yêu thích | Cổ Cự Cơ                          | Thắng giải      | [ 41 ]    |
| 2008 | Nghệ sĩ xuất sắc nhất                                  | Cổ Cự Cơ                          | Thắng giải      | [ 42 ]    |
| 2008 | Top 10 bài hát hay nhất                                | Tình yêu về nhà (愛回家)          | Thắng giải (#3) | [ 42 ]    |
| 2009 | Nghệ sĩ xuất sắc nhất                                  | Cổ Cự Cơ                          | Thắng giải      |           |
| 2010 | Top 10 bài hát hay nhất                                | Thời đại (時代)                   | Thắng giải      | [ 43 ]    |

#### Sprite Music Awards
| Năm  | Giải thưởng                                    | Bài hát/Album/Cá nhân           | Kết quả    | Tham khảo |
| ---- | ---------------------------------------------- | ------------------------------- | ---------- | --------- |
| 2004 | Top 10 bài hát hay nhất (Hong Kong + Đài Loan) | Tình yêu và chân thành (愛與誠) | Thắng giải | [ 44 ]    |
| 2004 | Trình diễn xuất sắc nhất                       | Cổ Cự Cơ                        | Thắng giải | [ 44 ]    |
| 2004 | National Golden Song                           | Tình yêu và chân thành (愛與誠) | Thắng giải | [ 44 ]    |
| 2005 | Album xuất sắc nhất khu vực Hồng Kông          | Jade Solid Gold (勁歌金曲)      | Thắng giải | [ 45 ]    |
| 2005 | Top 10 bài hát hay nhất (Hong Kong + Đài Loan) | Sleeping Beauty (睡美人)        | Thắng giải | [ 45 ]    |
| 2006 | Top 10 bài hát hay nhất (Hong Kong + Đài Loan) | Yêu quá muộn màng (愛得太遲)    | Thắng giải | [ 46 ]    |
| 2006 | National Golden Song                           | Yêu quá muộn màng (愛得太遲)    | Thắng giải | [ 46 ]    |
| 2006 | Nghệ sĩ nam xuất sắc nhất Hồng Kông            | Cổ Cự Cơ                        | Thắng giải | [ 46 ]    |
| 2006 | Album xuất sắc nhất khu vực Hồng Kông          | Human (我生)                    | Thắng giải | [ 46 ]    |
| 2007 | Bài hát hay nhất (Hong Kong + Đài Loan)        | Tình yêu về nhà (爱回家)        | Thắng giải | [ 47 ]    |
| 2007 | Giải truyền thông Hồng Kông                    | Cổ Cự Cơ                        | Thắng giải | [ 47 ]    |
| 2007 | Nghệ sĩ nam xuất sắc nhất Hồng Kông            | Cổ Cự Cơ                        | Thắng giải | [ 47 ]    |

#### Hong Kong TVB8 Awards
| Năm  | Giải thưởng                 | Bài hát/Album/Cá nhân             | Kết quả    | Tham khảo |
| ---- | --------------------------- | --------------------------------- | ---------- | --------- |
| 2003 | Bài hát ấn tượng nhất       | Thiên thượng nhân gian (天上人間) | Thắng giải | [ 48 ]    |
| 2005 | Bài hát được yêu thích nhất | Jade Solid Gold (勁歌金曲)        | Thắng giải | [ 49 ]    |
| 2006 | Bài hát hay nhất            | Một đời cầu mong gì (一生何求)    | Thắng giải | [ 50 ]    |

## Các phim đã đóng

### Điện ảnh
- Tháng 10, 1993: Love on Delivery (破壞之王)
- Tháng 6, 1995: Romantic Dream (追女仔95—綺夢)
- Tháng 7, 1997: Cause We Are So Young (求戀期)
- Tháng 11, 1997: Task Force (熱血最強)
- Tháng 3, 1998: Anna Magdalena (安娜馬德蓮娜)
- Tháng 12, 1998: When I Look Upon The Stars (天旋地戀)
- Tháng 9, 2002: So Close (夕陽天使)/ Gác kiếm
- Tháng 7, 2005: Love Message (愛情短訊)/ Tin nhắn tình yêu
- Tháng 2, 2006: My Kung-Fu Sweetheart (野蠻秘笈)/ Gia đình kung fu
- Tháng 4, 2007: Super Fans (甜心粉絲王)
- Tháng 11, 2008: Fit Lover (愛情左右)
- 2012: Lan Kwai Fong 2(喜愛夜蒲2)/Lan quế phường 2
- 2015: Two Thumbs Up / Đột kích

### Lồng tiếng
- Tháng 6, 1997: Hercules (大力士)
- Tháng 6, 2000: Stuart Little (一家之鼠超力仔)
- Tháng 11, 2002: Stuart Little 2 (一家之鼠超力仔2)
- Tháng 7, 2005: Robots (露寶治的
- Tháng 2, 2010: The Princess and the Frog (公主與青蛙)

### Phim truyền hình dài tập
- Tháng 11, 1994: Instinct (笑看風雲)/Bản năng
- Tháng 7, 1995: The Trail of Love (前世冤家)/Oan gia kiếp trước
- Tháng 8, 1995: Stepping Stone (總有出頭天)/Vươn Tầm Giấc Mơ
- Tháng 4, 1997: Weapons of Power (英雄貴姓)/Anh hùng nặng vai (Vai Lâm Bồn)
- Tháng 1, 1996: Justice Bao (包青天之雪魄梅魂)/Bao thanh thiên
- Tháng 1, 1997: Corner the Con Man (皇家反千組)/Lực lượng chống lừa đảo (Vai Thành Quốc Đống)
- 3 tháng 5 năm 2002: Tân dòng sông ly biệt(情深深雨濛濛) (Vai Hà Thư Hoàn)
- Tháng 9,2003: Princess Pearl III (還珠格格III - 天上人間)/ Hoàn châu cách cách III (Vai Ngũ Aka/Vĩnh Kỳ)
- 2004: Sunshine Heartbeat (赤沙印記＠四葉草2)/ Bầu nhiệt huyết (Vai nhiếp ảnh gia)
- 2006: Twist Love(讓愛自由 / 不該讓女人流淚
- 2010: Youth Melody/ Giai điệu tuổi trẻ
- 2011: Happy Marshal/Nguyên soái vui vẻ (Vai Trư bát giới)
- 2014: Cao Cao (曹操)/ Tào tháo (Vai Kong Rong)

## Sáng tác& thiết kế
- Tháng 4/2003: Nhân vật Kubi (古比) ra đời
- Tháng 8/2003: Phát hành The Story of Kubi Comics Vol.1（單行本）、The Story of Kubi Comics Vol.1 Limited Version（完全限定版）
- Tháng 8/2004: Phát hànhThe Story of Kubi Comics Vol.2（單行本）、A Series of Kubi Stuff
- Tháng 7/2008: Phát hành Kubi Children Series 1 – Kubi's Cup（Kubi好孩子系列(1)-勝利的水杯）、A Series of Kubi Stuff
- Tháng 11/2008: Kubi illuminations xuất hiện trên tường của các tòa nhà cao tầng trong dịp Giáng sinh và Năm mới（商廈外牆設計之Kubi燈飾-聖誕及新年）
- Tháng 11/2008: sở hữu nhãn hiệu thời trangHOTDOG（個人服裝品牌"HOTDOG"）

## Người dẫn chương trình truyền hình
- 1991: Entertainment News Program (娛樂新聞眼)
- 1992: Jade Solid Gold (勁歌金曲-嘉賓主持)／Entertainment News Program (娛樂新聞眼)
- 1993: Entertainment News Program (娛樂新聞眼)
- 07/996: Thế vận hội Olympic Atlanta 1996 (1996年亞特蘭大奧林匹克運動會)
- 1999: Jade Solid Gold (勁歌金曲-嘉賓主持)
- 11/2004: TVB Programme Preview 2005 (2005年無線節目巡禮)
- 2005: Jade Solid Gold (勁歌金曲-嘉賓主持)
- 08/2008: Thế vận hội Olympic Beijing 2008 (2008年北京奧林匹克運動會)
- 10/2008: Ai thông minh hơn học sinh lớp 5 – Bản TVB tiếng Quảng Đông (係咪小兒科)
- 2009: Giám khảo chương trình 'The Voice' (zh:超級巨聲)

## Dẫn chương trình Radio
- 1993: Eccentric Radio (古怪收音機)